# سرخیو ماتابو نا
سرخیو ماتابو نا (انگلیسی: Sergio Matabuena؛ زادهٔ ۱۲ فوریهٔ ۱۹۷۹) بازیکن فوتبال اهل اسپانیا است.
از باشگاه‌هایی که در آن بازی کرده‌است می‌توان به باشگاه فوتبال اسپورتینگ خیخون، باشگاه فوتبال رئال وایادولید، و باشگاه فوتبال راسینگ سانتاندر اشاره کرد.